# Conus pseudocedonulli
Espèce
Conus pseudocedonulli est une espèce de mollusques gastéropodes marins de la famille des Conidae.
Comme toutes les espèces du genre Conus, ces escargots sont prédateurs et venimeux. Ils sont capables de « piquer » les humains et doivent donc être manipulés avec précaution, voire pas du tout.

## Taxonomie

### Publication originale
L'espèce Conus pseudocedonulli a été décrite pour la première fois en 1818 par le zoologiste et anatomiste français Henri-Marie Ducrotay de Blainville dans « Dictionnaire des Sciences Naturelles »,.

### Synonymes
- Conus (Cylinder) pseudocedonulli Blainville, 1818 · appellation alternative
- Conus ammiralis pseudocedonulli Blainville, 1818 · non accepté
- Conus blainvillii Vignard, 1829 · non accepté
- Conus hereditarius da Motta, 1987 · non accepté